# Neurogomphus cocytius
Neurogomphus cocytius – gatunek ważki z rodziny gadziogłówkowatych (Gomphidae).